# Mygind Ferenc
Mygind Ferenc, Franz Mygind báró (Dánia, Brovst, 1710 – Bécs, 1789. április 6.) botanikus, kémikus, bécsi udvari tanácsos.

## Életrajza
A Dánia északi részén fekvő Brovstban született 1710-ben. Nikolaus Joseph von Jacquin természettudós barátja volt, kapcsolatban állt Linnével és Giovanni Antonio Scopolival is. Dalmáciában, Ausztriában, de Magyarországon Sopron és a Fertő tó környékén is botanizált. Herbáriumát – amelyet később Kitaibel Pál rendezett – a pesti egyetemre hagyta, ahol az máig megvan.